# Naya Bazar
Naya Bazar – gaun wikas samiti we wschodniej części Nepalu w strefie Meći w dystrykcie Ilam. Według nepalskiego spisu powszechnego z 2001 roku liczył on 943 gospodarstw domowych i 4774 mieszkańców (2339 kobiet i 2435 mężczyzn).